# Latécoère 25
El Latécoère 25 fue un avión de transporte postal y de pasajeros construido en 1925 para uso de la línea aérea propia de Latécoère y sus subsidiarias. Era esencialmente una versión refinada del Latécoère 17 con una envergadura mayor, al que suplantó en la producción y en el servicio. A medida que la Lignes Aériennes Latécoère ponía mayor énfasis en el correo aéreo en lugar del transporte de pasajeros, el Latécoère 25 encontró su rol definitivo como avión correo, y usado ampliamente en el establecimiento de las líneas en Sudamérica.
Fue concebido como sustituto del poco apropiado Laté 17  mediante la conversión del segundo ejemplar de dicho modelo, realizando su primer vuelo en 1926.
Al igual que el Latécoère 17, era un monoplano con ala parasol pero, con una envergadura y superficies de las alas incrementadas. Estaba propulsado por un motor Renault de 12 cilindros en V, tenía unos pequeños compartimentos para la carga o sacas postales, y podía transportar hasta cuatro pasajeros en una cabina cerrada y en la parte superior una cabina abierta para el piloto.

## Historia y desarrollo
Este modelo del que se fabricaron 61 ejemplares de diferentes versiones, fue utilizado por las Lignes Aériennes Latécoère en las rutas que enlazaban Casablanca con Dakar; posteriormente se abrieron nuevas rutas a Sudamérica y 16 ejemplares fueron adquiridos para su uso en Argentina y otros cuatro para Brasil. 
Un Latécoère 25 estuvo envuelto en un célebre incidente cuando se realizó un aterrizaje forzoso en los Andes, a gran altura. Hasta ese momento, los vuelos entre Buenos Aires y Santiago hacían un rodeo de 1000 km para evitar las montañas. El 2 de marzo de 1929, mientras buscaba una ruta segura, un Latécoère 25 pilotado por Jean Mermoz fue capturado por una corriente descendente y forzado a aterrizar en una meseta de 300 m de ancho a una altitud de 4.000 m. Con su mecánico Alexandre Collenot y el pasajero, el conde Henry de La Vaulx, Mermoz pasó los siguientes cuatro días reparando y aligerando el avión, y haciendo un camino libre hasta al borde del precipicio. Luego, carreteó hasta el borde, picando el avión para ganar velocidad y llegar con éxito a Santiago.
El único ejemplar superviviente de un Latécoère 25 se conserva en el Museo Nacional de Aeronáutica de Argentina en Morón, Buenos Aires. Posee las inscripciones de la Aeroposta Argentina. Este ejemplar es uno de los que pilotó el escritor Antoine de Saint-Exupery, cuando trabajara como piloto y director de la empresa Aeroposta Argentina.
Se produjeron cinco subtipos del Laté 25; el Laté 25-1-R con un motor Renault igual al del prototipo, el Laté 25-2-R con una mayor superficie alar, el Laté 25-3-R con un perfil alar mejorado y un tren de aterrizaje de vía ancha Messier, el Laté 25-4 propulsado por un motor radial Jupiter de 420 cv y el Laté 25-5 con un motor Renault 12Jb de 500 cv, nuevas superficies verticales de cola y la sección delantera del fuselaje revestida con planchas de metal pulido, en sustitución de las anteriores superficies de metal corrugado. Varios ejemplares fueron equipados con ranuras automáticas Handley Page de borde de ataque para optimizar las características a baja velocidad. Algunos ejemplares permanecieron en condiciones de vuelo hasta el comienzo de la II Guerra mundial.

## Especificaciones (Latécoère 25-1-R)

### Características generales
- Tripulación: 1 piloto
- Capacidad: 4 pasajeros
- Longitud: 9,4 m (31 ft)
- Envergadura: 17,4 m (57,1 ft)
- Altura: 3,6 m (11,8 ft)
- Superficie alar: 48,6 m² (523,1 ft²)
- Peso vacío: 1700 kg (3746,8 lb)
- Peso cargado: 3280 kg (7229,1 lb)
- Planta motriz: 1×  Renault 12Ja.
  - Potencia: 335 kW (462 HP; 456 CV)

### Rendimiento
- Velocidad máxima operativa (Vno): 190 km/h (118 MPH; 103 kt)
- Alcance: 850 km (459 nmi; 528 mi)
- Techo de vuelo: 4200 m (13 780 ft)